# Sidosermo
Sidosermo is een bestuurslaag in het regentschap Surabaya van de provincie Oost-Java, Indonesië. Sidosermo telt 13.621 inwoners (volkstelling 2010).